# Lourdes Lezcano
Lourdes Lezcano (Lognchamps, Almirante Brown, Provincia de Buenos Aires, Argentina; 24 de marzo de 1996) es una futbolista argentina. Juega de delantera y actualmente juega en el Real Sporting de Gijón de la Segunda División de España.

## Trayectoria
Comenzó jugando futsal en AFA a los 12 años en Banfield. Tuvo su debut en la Primera División de Fútbol Femenino en San Lorenzo donde obtuvo el campeonato de 2015 al derrotar en la final al Club UAI Urquiza. Luego tuvo dos breves pasos por River Plate. La mayor parte de su carrera se desarrolló en las canchas de futsal donde obtuvo una gran cantidad de títulos con el San Lorenzo de Almagro y Kimberly. En 2019 fue convocada a la Selección Argentina. En noviembre de 2020 contratada como entrenadora del plantel de primera división del equipo de futsal San Martín de Burzaco junto a Milagros González, delantera de Lanús.
En 2017, entre sus participaciones en fútbol 11 y futsal, consiguió cinco podios en un solo año. Con River Plate fue campeona del Torneo 2016-17 de AFA y obtuvo un tercer puesto en la Libertadores 2017 celebrada en Paraguay, mientras que en futsal fue campeona con la primera división de San Lorenzo en los torneos Clausura 2017 y Final Anual 2017, además de conseguir con la tercera división el campeonato Apertura 2017.
El 11 de enero de 2022, Lezcano anunció su salida de River Plate.
El 24 de enero de 2022, la cuenta oficial del Real Sporting de Gijón anunció su fichaje convirtiéndose en la primera jugadora argentina de la historia del Real Sporting Femenino.

## Estadísticas

### Clubes
| Club                   | País      | Año         |
| ---------------------- | --------- | ----------- |
| San Lorenzo (futsal)   | Argentina | 2011 - 2019 |
| San Lorenzo            | Argentina | 2013 - 2017 |
| River Plate            | Argentina | 2017 - 2018 |
| San Lorenzo            | Argentina | 2018 - 2019 |
| River Plate            | Argentina | 2019 - 2021 |
| Real Sporting de Gijón | España    | 2022 - Act. |